# 25. октобар
25. октобар (25.10.) је 298. дан у години по грегоријанском календару (299. у преступној години). До краја године има још 67 дана.

## Догађаји
- 732 — Франачки владар Карло Мартел у бици код Поатјеа тешко поразио Омејадски халифат и тиме дефинитивно зауставио њихов даљи продор у западну Европу.
- 1415 — Енглези у Стогодишњем рату, под командом краља Хенрија V, нанели тежак пораз Французима у бици код Азенкура на северу Француске.
- 1495 — У Португалу на престо ступио краљ Мануел I Велики или Срећни. Финансирао истраживачке подухвате морепловаца Васка да Гаме, Педра Алвареша Кабрала и других, чија су открића потом постала португалске колоније, а Португал светска поморска и колонијална сила. Током његове владавине из земље протерани Јевреји и Маори.
- 1616 — Холандски морепловац Дирк Хартог на путу према Јави открио западне обале Аустралије.
- 1815 — Српски кнез Милош Обреновић постигао споразум с везиром Београдског пашалука Марашли Али-пашом о мешовитој српско-турској управи, чиме је завршен оружан део Другог српског устанка.
- 1918 — Код места Виторио Венето почела једна од последњих битака у Првом светском рату, која је завршена 3. новембра победом Италијана над већ дезорганизованом аустроугарском војском.
- 1936 — Владе Немачке и Италије потписале тајни протокол о узајамној помоћи, којим је формирана осовина Рим-Берлин.
- 1938 — Либија постала део Италије.
- 1949 — Спроводећи блокаду Југославије после резолуције Информбироа, СССР отказао гостопримство југословенском амбасадору у Москви, што су потом учиниле и остале земље комунистичког блока. Блокада Југославије трајала до 1955.
- 1956 — Египат, Јордан и Сирија основали јединствену војну команду ради координације одбране од израелског напада.
- 1971 — Генерална скупштина Уједињених нација одлучила да прими Кину у светску организацију и да искључи Тајван.
- 1983 — Војска САД окупирале карипску острвску државу Гренаду, пошто су левичарске снаге извеле државни удар.
- 1995 — На основу споразума Израела и Палестинске ослободилачке организације о палестинској самоуправи, израелске трупе почеле повлачење из града Џенин, на окупираној Западној обали.
- 2001 — На донаторској конференцији Пакта за стабилност Југоисточне Европе у Букурешту Југославија добила помоћ од 430 милиона евра.
- 2010 — У Београду отворен 55. Међународни сајам књига.

## Рођења
- 1330 — Луј II Фландријски, гроф Фландрије, Ретела и Невера. (прем. 1384)
- 1755 — Франсоа Лефевр, француски маршал. (прем. 1820)
- 1759 — Марија Фјодоровна, супруга руског императора Павла I. (прем. 1828)
- 1767 — Бенжамен Констан, француски књижевник. (прем. 1830)
- 1772 — Жеро Дирок, француски генерал. (прем. 1813)
- 1800 — Жак-Пол Мињ, француски свештеник. (прем. 1875)
- 1806 — Каспар Шмит (познат као Макс Штирнер), немачки филозоф анархиста. (прем. 1856)
- 1811 — Еварист Галоа, Француски математичар, познат по теорији која носи његово име. (прем. 1832)
- 1825 — Јохан Штраус Млађи, аустријски композитор, виолиниста и диригент. (прем. 1899)
- 1827 — Марселин Бертело, француски хемичар и политичар. (прем. 1907)
- 1838 — Жорж Бизе, француски композитор. (прем. 1875)
- 1842 — Димитрије Руварац, српски историчар, публициста и политичар. (прем. 1931)
- 1856 — Драгутин Горјановић-Крамбергер, хрватски геолог, палеонтолог и археолог. (прем. 1936)
- 1877 — Хенри Норис Расел, амерички астроном. (прем. 1957)
- 1879 — Фриц Харман, немачки серијски убица. (прем. 1925)
- 1881 — Пабло Пикасо, шпански сликар и вајар. (прем. 1973)
- 1888 — Ричард Берд, амерички контраадмирал, поларни истраживач и авијатичар. (прем. 1957)
- 1895 — Леви Ешкол, израелски политичар. (прем. 1969)
- 1913 — Клаус Барби, немачки официр. (прем. 1991)
- 1916 — Хелге Ларсон, шведски кајакаш. (прем. 1971)
- 1919 — Беате Узе, немачки пилот и предузетник. (прем. 2001)
- 1920 — Меган Тејлор, британска клизачица. (прем. 1993)
- 1921 — Михај Румунски, краљ Румуније. (прем. 2017)
- 1921 — Иван Хетрих, југословенски и хрватски редитељ. (прем. 1999)
- 1925 — Пеце Атанасовски, југословенски и македонски музичар. (прем. 1996)
- 1927 — Лоренс Колберг, амерички психолог. (прем. 1987)
- 1928 — Ентони Франсиоза, амерички глумац. (прем. 2006)
- 1928 — Петер Наур, дански научник. (прем. 2016)
- 1931 — Ани Жирардо, француска глумица. (прем. 2011)
- 1936 — Арнфин Несет, норвешки серијски убица.
- 1941 — Ен Тајлер, америчка списатељица.
- 1947 — Глен Типтон, енглески музичар, најпознатији као гитариста групе Judas Priest.
- 1950 — Крис Норман, енглески музичар, најпознатији као певач групе Smokie.
- 1957 — Ненси Картрајт, америчка глумица и комичарка.
- 1959 — Ратко Достанић, српски фудбалер и фудбалски тренер.
- 1961 — Чед Смит, амерички музичар, најпознатији као бубњар групе Red Hot Chili Peppers.
- 1969 — Олег Саленко, руски фудбалер.
- 1971 — Елиф Шафак, турска књижевница.
- 1976 — Ахмад Ал-Дуки, фудбалер Саудијске Арабије.
- 1979 — Bat for Lashes, енглеска музичарка.
- 1979 — Жоао Нуно Лукас, португалски фудбалер. (прем. 2015)
- 1984 — Кејти Пери, америчка музичарка и глумица.
- 1985 — Сијера, америчка музичарка, играчица и модел.
- 1985 — Влад Топалов, руски певач и глумац.
- 1987 — Блек Анђелика, румунска порнографска глумица.
- 1988 — Чандлер Парсонс, амерички кошаркаш.
- 1989 — Мија Вашиковска, аустралијска глумица и редитељка.
- 1989 — Филип Гргић, хрватски теквондоиста.
- 1990 — Милена Рашић, српска одбојкашица.
- 1993 — Ајзеа Остин, амерички кошаркаш.
- 1993 — Иван Гарсија, мексички скакач у воду.
- 1994 — Алекса Аврамовић, српски кошаркаш.
- 1997 — Федерико Кјеза, италијански фудбалер.
- 2001 — Елизабета од Белгије, белгијска принцеза.

## Смрти
- 625 — Папа Бонифације V.[1]
- 912 — Рудолф I од Бургундије, краљ Бургундије. (рођ. 859)
- 1047 — Магнус Добри, краљ Норвешке. (рођ. 1024)
- 1154 — Стивен од Енглеске, енглески краљ. (рођ. 1096)[2]
- 1363 — Војислав Војиновић, српски кнез.
- 1400 — Џефри Чосер, енглески писац, песник и филозоф. (рођ. 1343)[3]
- 1415 — Едвард од Норича, војвода од Јорка. (рођ. 1373)
- 1478 — Катарина Косача Котроманић, босанска краљица. (рођ. 1425)
- 1495 — Жоао II Португалски, краљ Португалије. (рођ. 1455)
- 1647 — Еванђелиста Торичели, италијански математичар и физичар. (рођ. 1608)
- 1651 — Јов Почајевски, руски православни светитељ. (рођ. 1551)
- 1760 — Џорџ II, краљ Велике Британије и Ирске. (рођ. 1683)
- 1826 — Филип Пинел, француски лекар и психијатар. (рођ. 1745)
- 1833 — Абас Мирза, персијски престолонаследник и војсковођа. (рођ. 1789)
- 1920 — Александар Грчки, краљ Грчке. (рођ. 1893)
- 1945 — Роберт Лај, нацистички политичар. (рођ. 1890)
- 1955 — Садако Сасаки, јапанска девојчица симбол страдања Јапана од атомске бомбе. (рођ. 1943)
- 1963 — Карл фон Терцаги, аустријски грађевински инжењер и геолог. (рођ. 1883)
- 1973 — Абебе Бикила, етиопски атлетичар. (рођ. 1932)
- 1994 — Милдред Натвик, америчка глумица. (рођ. 1905)
- 1997 — Марко Вукобрат Јарић, српски физичар. (рођ. 1952)
- 2002 — Ричард Харис, ирски глумац. (рођ. 1930)
- 2002. — Рене Том, француски математичар. (рођ. 1923)
- 2010 — Весна Парун, хрватски песник и писац. (рођ. 1922)
- 2014 — Џек Брус, шкотски музичар и композитор. (рођ. 1943)
- 2018 — Борислав Пелевић, српски политичар и један од команданата Српске добровољачке гарде. (рођ. 1956)

## Празници и дани сећања
- Римокатоличка црква слави:
  - Папу Бонифација I